# Saïd Amara (handball)
Pour les articles homonymes, voir Saïd Amara et Amara.
Saïd Amara, né le 28 mars 1944 et mort le 10 février 2020, est un joueur et entraîneur de handball tunisien.

## Biographie
Saïd Amara commence sa carrière à l’Espérance sportive de Tunis (EST) et rejoint les seniors en 1964. Il est sélectionné en équipe nationale espoirs mais c’est le métier d’entraîneur qui l’intéresse davantage.
Muni de son diplôme, il met fin à sa carrière de handballeur à l'âge de 24 ans et entame celle d’entraîneur. Deux ans après, l’Espérance sportive de Tunis prend le risque de le charger de son équipe. En six ans, il rafle douze titres. Il passe ensuite sept ans au Stade tunisien, qu’il transforme en grand club rivalisant avec l'EST, terminant plusieurs fois en deuxième ou troisième place et disputant la finale de la coupe de Tunisie en 1980. Il est également nommé pour quelques mois à la tête de l’équipe de Tunisie.
En 1985, Saïd Amara s’installe au Bahreïn où il prend en main l'Al-Ahli Club avec lequel il remporte également plusieurs titres nationaux jusqu’à en faire le meilleur club du Conseil de coopération du Golfe en 1989. Mais il est à nouveau rappelé en équipe nationale, où il constitue notamment une paire performante avec Sayed Ayari.
En 1997, quelques mois avant la coupe du monde, il commence à ressentir des problèmes de santé. Il cède son poste à Brahim Agrebi, se contentant du rôle de second entraîneur de l’équipe nationale. L’EST le charge par la suite de sa direction technique avant qu’il retrouve pour quelques mois l’équipe nationale en compagnie de Sayed Ayari.
Après la victoire de la sélection nationale en championnat d'Afrique des nations en 2010, la coupe est ramenée à son domicile.

## Carrière

### Handballeur
- 1964-1968 : Espérance sportive de Tunis

### Entraîneur
- 1968-1969 : Club sportif sfaxien
- 1969-1970 : Club olympique des transports
- 1970-1976 : Espérance sportive de Tunis
- nov. 1975-nov. 1976 : Équipe de Tunisie
- janv. 1977-juin 1980 : Stade tunisien
- 1978-1979 : Équipe de Tunisie
- 1981-1984 : Stade tunisien
- 1985-1989 : Al-Ahli Club
- 1989-1990 : Équipe de Tunisie
- 1990-1991 : Espérance sportive de Tunis
- 1994-1996 : Équipe de Tunisie (avec Sayed Ayari)
- 1996-1997 : Équipe de Tunisie (premier puis second entraîneur)
- 1998-2001 : Équipe de Tunisie (avec Sayed Ayari)

## Palmarès

### Joueur
- Vainqueur du championnat de Tunisie : 1967
- Finaliste de la coupe de Tunisie : 1968

### Entraîneur
- Championnat d'Afrique des nations : 1976, 1994, 1998
- Championnat d'Afrique des nations : 1996
- Jeux méditerranéens : 2001
- Championnat d'Afrique des nations : 1989, 2000
- Championnat de Tunisie : 1971, 1972, 1973, 1974, 1975, 1976, 1990
- Coupe de Tunisie : 1971, 1972, 1973, 1974, 1975, 1976
- Championnat du Conseil de coopération du Golfe : 1989
- Championnat de Bahreïn : 1986, 1987, 1988, 1989